# Pedro Pablo Hernández
Pedro Pablo Hernández (Tucumán, 24 oktober 1986) is een Chileens voetballer van Argentijnse afkomst die doorgaans als middenvelder speelt. Hij tekende in juni 2014 bij Celta de Vigo, dat hem overnam van CD O'Higgins. In 2014 debuteerde hij in het Chileens voetbalelftal.

## Clubcarrière
Hernández debuteerde in 2006 in het betaald voetbal voor de club uit zijn geboortestad, CA Tucumán. Van 2008 tot 2011 speelde hij in Uruguay voor RC Montevideo en Defensor. Na een tijd bij Argentinos Juniors tekende hij in 2013 bij het Chileense CD O'Higgins. In zijn eerste volledige seizoen werd hij daarmee landskampioen.

## Interlandcarrière
Op 22 januari 2014 debuteerde Hernández voor Chili, in een vriendschappelijke wedstrijd tegen Costa Rica (4–0). Hij maakte twee doelpunten. In mei 2014 maakte bondscoach Jorge Sampaoli bekend hem mee te nemen naar het wereldkampioenschap in Brazilië. Een hamstringblessure voorkwam niettemin zijn deelname. Bondscoach Juan Antonio Pizzi nam hem in 2016 mee naar de Copa América Centenario, die hij en zijn landgenoten wonnen. Hij viel tijdens het groepsduel tegen Panama in de blessuretijd in en speelde de eerste dertig minuten in de halve finale tegen Colombia.
| Interlands van Pedro Pablo Hernández voor Chili | Interlands van Pedro Pablo Hernández voor Chili | Interlands van Pedro Pablo Hernández voor Chili | Interlands van Pedro Pablo Hernández voor Chili | Interlands van Pedro Pablo Hernández voor Chili | Interlands van Pedro Pablo Hernández voor Chili |
| №                                               | Datum                                           | Wedstrijd                                       | Uitslag                                         | Competitie                                      | Doelpunten                                      |
| Als speler van CD O'Higgins                     | Als speler van CD O'Higgins                     | Als speler van CD O'Higgins                     | Als speler van CD O'Higgins                     | Als speler van CD O'Higgins                     | Als speler van CD O'Higgins                     |
| ----------------------------------------------- | ----------------------------------------------- | ----------------------------------------------- | ----------------------------------------------- | ----------------------------------------------- | ----------------------------------------------- |
| 1                                               | 22 januari 2014                                 | Chili – Costa Rica                              | 4 – 0                                           | Vriendschappelijk                               | 2                                               |

## Erelijst
| Competitie                          |                  |                  |                  |                  |
| Competitie                          | Aantal           | Jaren            |                  |                  |
| Atlético Tucumán                    | Atlético Tucumán | Atlético Tucumán | Atlético Tucumán | Atlético Tucumán |
| ----------------------------------- | ---------------- | ---------------- | ---------------- | ---------------- |
| Kampioen Torneo Argentino A         | 1x               | 2007/08          |                  |                  |
| O'Higgins                           |                  |                  |                  |                  |
| Primera División (Winnaar Apertura) | 1x               | 2013             |                  |                  |

| Competitie         | Winnaar | Winnaar | Runner-up | Runner-up | Derde  | Derde |
| Competitie         | Aantal  | Jaren   | Aantal    | Jaren     | Aantal | Jaren |
| Chili              | Chili   | Chili   | Chili     | Chili     | Chili  | Chili |
| ------------------ | ------- | ------- | --------- | --------- | ------ | ----- |
| Copa América       | 1×      | 2016    |           |           |        |       |
| Confederations Cup |         |         | 1x        | 2017      |        |       |